# Conophytum truncatum
Espèce
Statut CITES
Conophytum truncatum est une espèce de plantes à fleurs de la famille des Aizoaceae. C'est une plante succulente originaire d'Afrique du Sud.

## Description

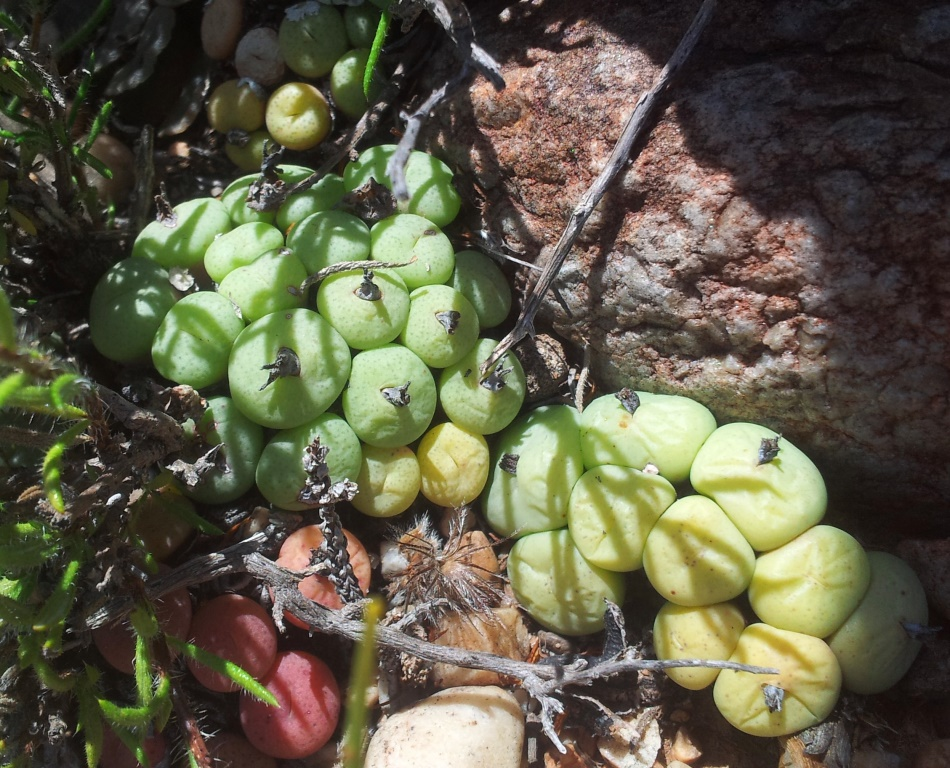
C. truncatum près de Oudtshoorn

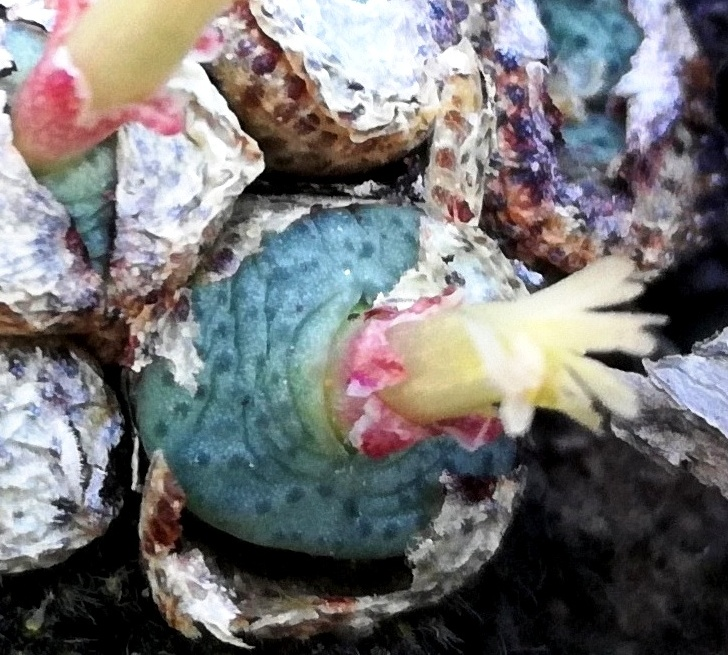
Détail de la tête fleurie de Conophytum truncatum

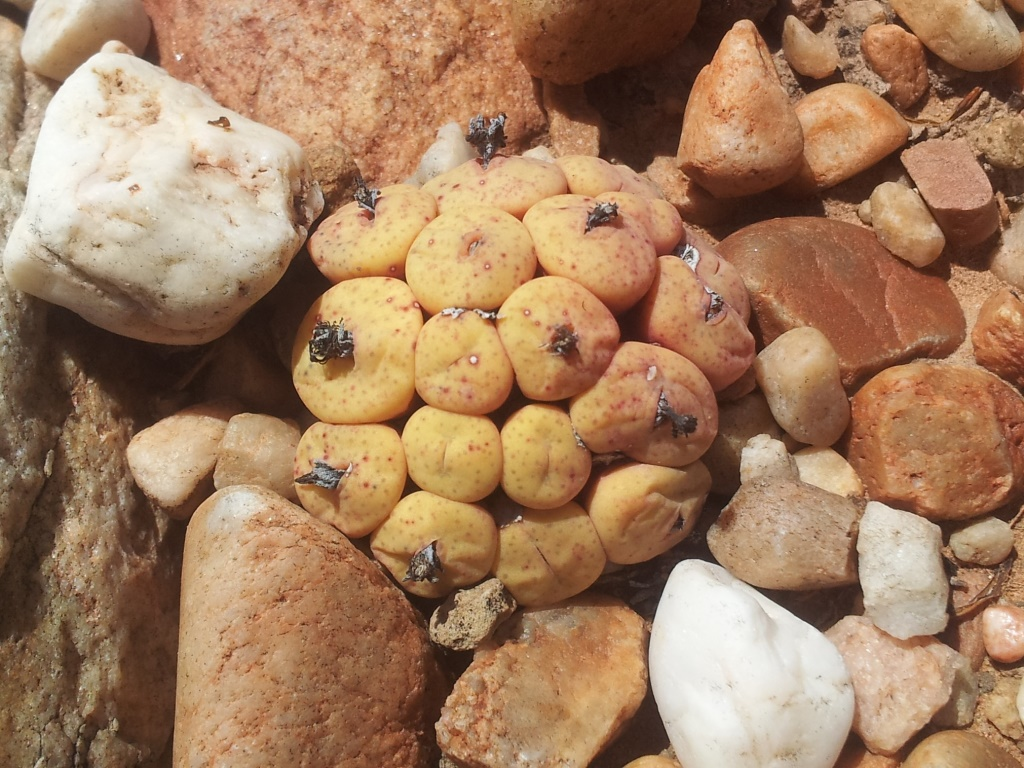
C. truncatum près de Oudtshoorn

Conophytum truncatum est une petite plante succulente qui se distingue de ses plus proches parents par sa tête tronquée et aplatie, avec de petites fissures.
Il s'agit d'une espèce très variable. Certaines populations ont des taches, parfois disposées en lignes vagues, d'autres n'ont aucune marque. Les fleurs sont jaune pâle.

### Relations et caractéristiques distinctives
Conophytum truncatum est étroitement apparenté à plusieurs espèces voisines à l'ouest : Conophytum minimum, Conophytum joubertii à fleurs blanches, Conophytum piluliforme à fleurs violettes de la région de Montagu, et Conophytum ficiforme de la vallée de la rivière Breede.
Conophytum joubertii est rare et limité à la région de Ladismith-Vanwyksdorp. IL a de petites têtes (moins de 5 mm x 5 mm), plus arrondies, convexes ou cylindriques, et a des fleurs crème ou blanches.
Conophytum piluliforme commun (présent dans tout le Karoo de Montagu-Ladismith) a de petites têtes (moins de 5 mm x 5 mm), obconiques, en forme de "pilules" ("piluliforme"), avec peu ou pas de taches et des fleurs roses ou pourpres.
Conophytum ficiforme (limité à la vallée de la rivière Breede) a des corps surélevés, carénés, en forme de figue, avec des taches distinctives qui sont clairement disposées en lignes angulaires (en forme de fer à cheval) sur la tête. Cette espèce a également des fleurs roses ou violettes.

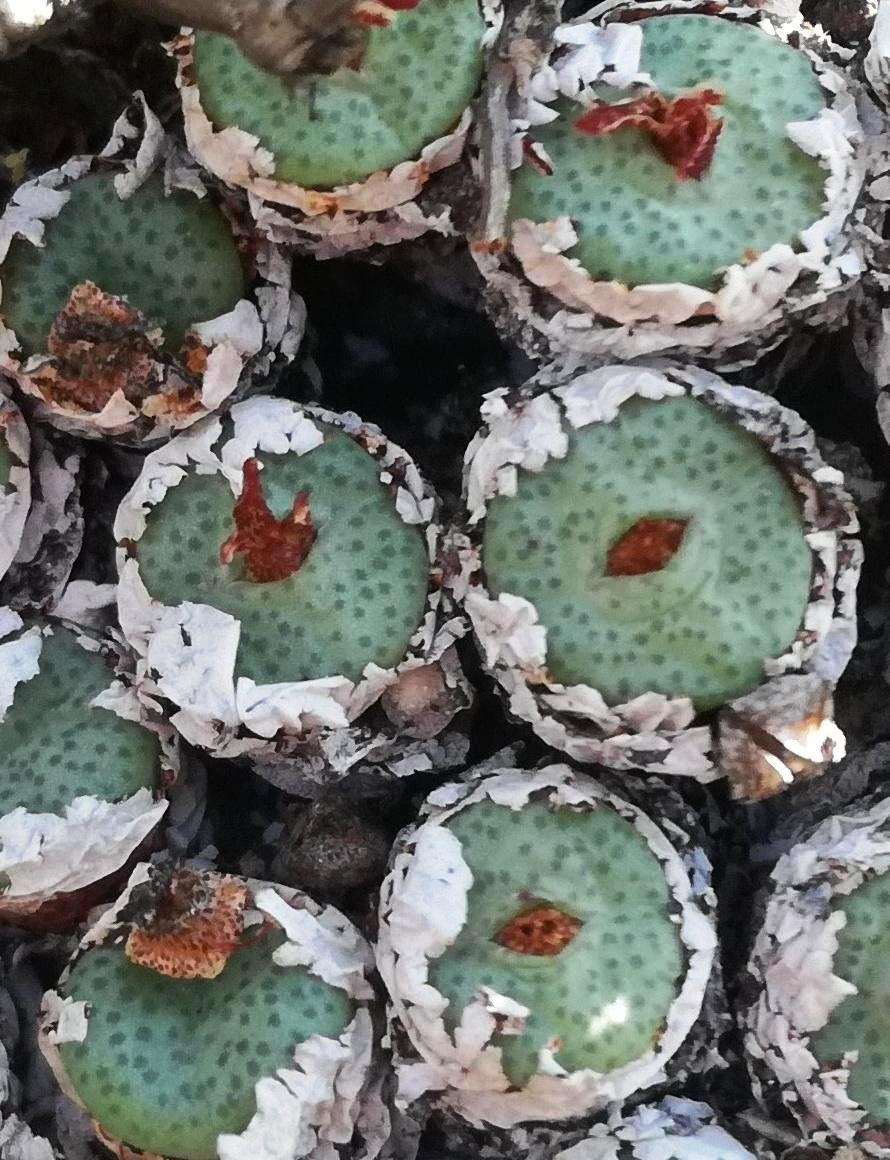
Têtes plates et « tronquées » typiques de Conophytum truncatum
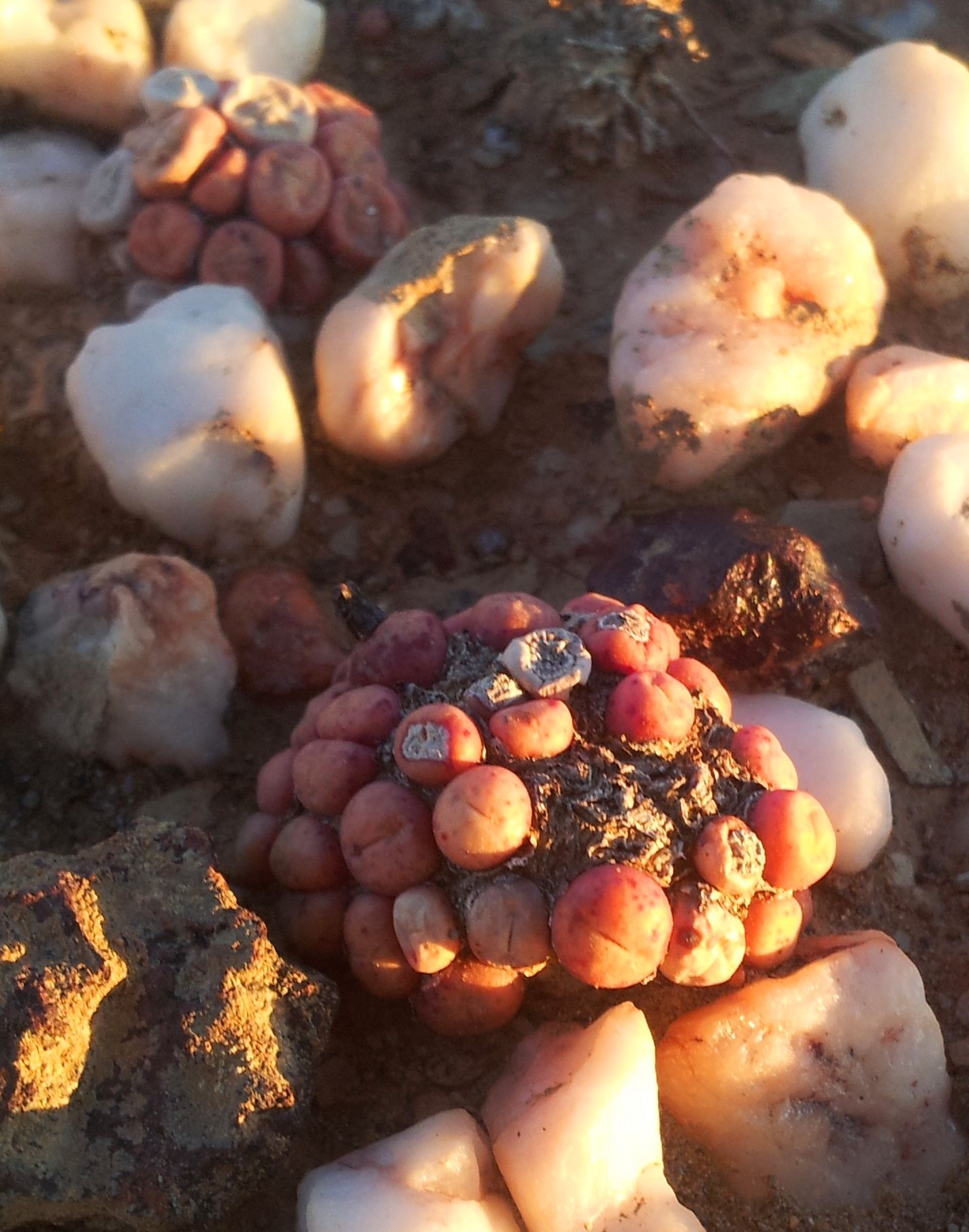
Têtes typiques en forme de pilules des Conophytum piluliforme
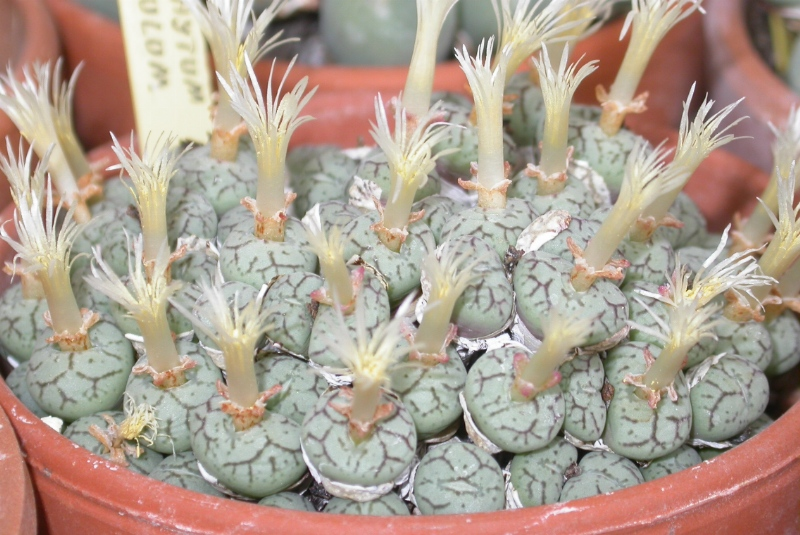
Têtes typiques, fortement marquées, de Conophytum minimum
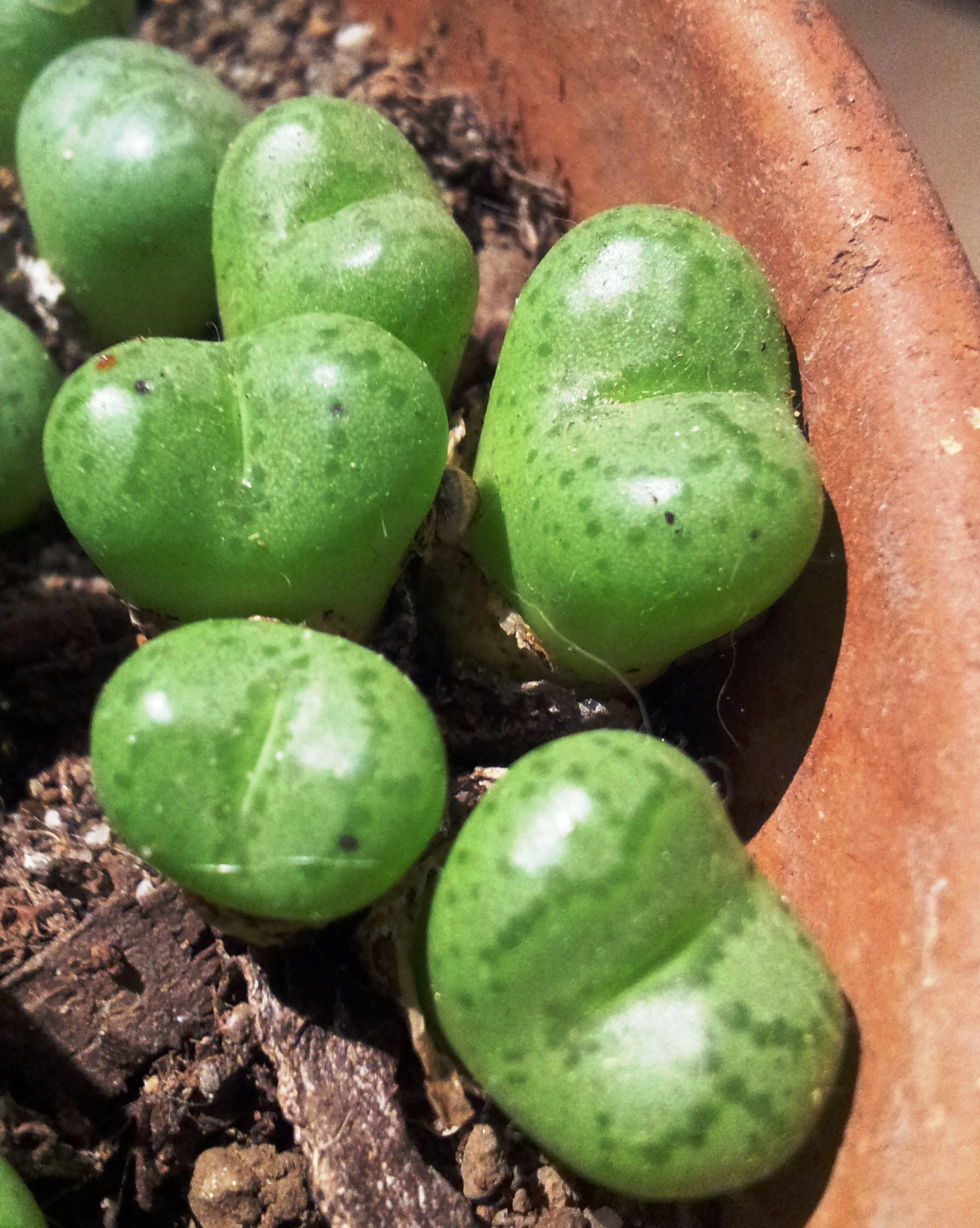
Têtes typiques en forme de figue de Conophytum ficiforme

## Répartition et habitat
La plus orientale de toutes les espèces de Conophytum, Conophytum truncatum est indigène de la région du Little Karoo et de ses environs, dans le Cap Sud de l'Afrique du Sud. Elle s'étend des environs de Montagu à l'ouest, jusqu'à la Springbokvlakte à l'est,
Elles poussent principalement en hiver, lorsque les pluies les font gonfler. Après la floraison, elles entrent en dormance jusqu'à l'été, où elles sont recouvertes d'une gaine de papier sec. Elles vivent dans un sol extrêmement bien drainé, dans des endroits protégés par des rochers ou des buissons.
Conophytum truncatum a été récemment évalué pour la Liste rouge de l'UICN des espèces menacées en 2021. Conophytum truncatum est listé comme En danger selon le critère A3c.

## Liste des sous-espèces
Selon GBIF (14 juillet 2025) :
- Conophytum truncatum subsp. truncatum
- Conophytum truncatum subsp. viridicatum (N.E.Br.) S.A.Hammer

## Systématique
Le nom correct complet (avec auteur) de ce taxon est Conophytum truncatum (Thunb.) N.E.Br.
L'espèce a été initialement classée dans le genre Mesembryanthemum sous le basionyme Mesembryanthemum truncatum Thunb.
Conophytum truncatum a pour synonymes :
- Conophytum archeri var. stayneri L.Bolus
- Conophytum truncatum var. truncatum
- Conophytum wagnerianum Schwantes
- Conophytum wiggetae N.E.Br.